# Susanne Jansson
Susanne Jansson (ur. w 1972 w Åmål, zm. w sierpniu 2019) – szwedzka fotografka, dziennikarka i pisarka. W 2018 ukazała się w Polsce jej debiutancka powieść Torfowisko.

## Biografia
Studiowała fotografię w Nowym Jorku, a po powrocie do Szwecji dziennikarstwo. Od lat łączy pracę fotografki i dziennikarki, specjalizującej się w reportażach oraz autorki krótkich opowiadań kryminalnych.

## Twórczość
- 2015: In the Mire
- 2018: Opfermoor
- 2018: The Forbidden Place